# Jelenovo uho
Jelenovo uho, znana i kao zajčeki (lat. Polyporus umbellatus), gljiva je iz porodice Polyporaceae. Mladi su primjerci jestivi i vrlo ukusni, a smatra se i za ljekovitu gljivu te  se kao takva dugo koristi u Kini i Japanu.

## Raširenost
Raste u srednjoj i istočnoj Europi, te Aziji i Sjevernoj Americi.

## Bioaktivni spojevi
Jelenovo uho može sadržavati bioaktivne spojeve s imunostimulirajućim, antikancerogenim, protuupalnim i hepatoprotektivnim svojstvima.

### Knjige
Višnevskij,M. Lekarstvene gribi - boljšaja enciklopedija, Moskva 2014.

### Periodika
- Zhao YY, Zhao Y, Zhang YM, Lin RC, Sun WJ. Qualitative and quantitative analysis of the diuretic component ergone in Polyporus umbellatus by HPLC with fluorescence detection and HPLC-APCI-MS/MS.

Pharmazie. 2009 Jun;64(6):366-70. PMID: 19618671 
- Li X, Xu W, Chen J (2010). "Polysaccharide purified from Polyporus umbellatus (Per) Fr induces the activation and maturation of murine bone-derived dendritic cells via toll-like receptor 4". Cell Immunol. 265 (1): 50–6. doi:10.1016/j.cellimm.2010.07.002. PMID 20673883.
- Zhao YY, Chao X, Zhang Y, Lin RC, Sun WJ (2010). "Cytotoxic Steroids from Polyporus umbellatus". Planta Med. 76 (15): 1755–8. doi:10.1055/s-0030-1249926. PMID 20458671.
- Zhao,Y.Y. Traditional uses, phytochemistry, pharmacology, pharmacokinetics and quality control of Polyporus umbellatus (Pers.) Fries: a review ,J Ethnopharmacol. 2013 Aug 26;149(1):35-48.doi: 10.1016/j.jep.2013.06.031. Epub 2013 Jun 26.
- Sun Y, Yasukawa K (2008). "New anti-inflammatory ergostane-type ecdysteroids from the sclerotium of Polyporus umbellatus". Bioorg Med Chem Lett. 18 (11): 3417–20. doi:10.1016/j.bmcl.2008.04.008. PMID 18439824.
- Zhou WW, Lin WH, Guo SX (2007). "Two new polyporusterones isolated from the sclerotia of Polyporus umbellatus". Chem Pharm Bull. 55 (8): 1148–50. doi:10.1248/cpb.55.1148. PMID 17666835.
- You JS, Hau DM, Chen KT, Huang HF (1994). "Combined effects of chuling (Polyporus umbellatus) extract and mitomycin C on experimental liver cancer". Am J Chin Med. 22 (1): 19–28. doi:10.1142/S0192415X94000048. PMID 8030616.
- Ohsawa T, Yukawa M, Takao C, Murayama M, Bando H (1992). "Studies on constituents of fruit body of Polyporus umbellatus and their cytotoxic activity". Chem Pharm Bull. 40 (1): 143–7. doi:10.1248/cpb.40.143. PMID 1576664.
- Zhang YH, Liu YL, Yan SC (1991). "[Effect of Polyporus umbellatus polysaccharide on function of macrophages in the peritoneal cavities of mice with liver lesions]". Zhong Xi Yi Jie He Za Zhi. 11 (4): 225–6, 198. PMID 1773459.
- Lin YF, Wu GL (1988). "[Protective effect of Polyporus umbellatus polysaccharide on toxic hepatitis in mice]". Zhongguo Yao Li Xue Bao. 9 (4): 345–8. PMID 3195347.

## Vanjske poveznice
- Jelenovo uho, plantea.com.hr